# جائحة كورونا-19 في مينداناو الشمالية
```
تم تأكيد انتشار 
وباء COVID-19
 في شمال مينداناو، الفلبين في 11 اذار 2020، عندما تم تأكيد أول حالة لمرض 
فيروس كورونا
 2019 (
مرض فيروس كورونا 2019
) في 
كاجايان دي أورو
 .
```

## خلفية
في 12 يناير 2020، أكدت منظمة الصحة العالمية عن ظهور فيروس كورونا المستجد كسبب للمرض التنفسي الذي أصاب مجموعة من الأشخاص في مدينة ووهان، مقاطعة خوبي، الصين، إذ أُبلغ عنهم إلى منظمة الصحة العالمية في 31 ديسمبر 2019. كانت نسبة الوفيات بين الحالات المُشخصة بكوفيد-19 أقل بكثير من جائحة فيروس سارس في عام 2003، لكن انتقال العدوى كان أكبر، والوفيات أيضًا.

## الجدول الزمني
تم تأكيد الحالة الأولى في مينداناو بأكملها في 11 آذار 2020 ؛ أن لاناو ديل سور البالغ من العمر 54 عامًا المقيم. تم إدخال المريض إلى مستشفى خاص في إليجان وأُحيل لاحقًا إلى المركز الطبي الشمالي لمدينة مينداناو في كاجايان دي أورو في 8 آذار . لم يكن لدى الرجل تاريخ سفر إلى الخارج ولكنه سافر مؤخراً مترو مانيلا للعمل. سجلت إليجان أول حالة مرض فيروس كورونا 2019، وكذلك الحالة الثانية في شمال مينداناو، في 24 آذار .
الحالات الأولى في المقاطعات الأخرى في شمال مينداناو هي كما يلي: كاميغويين   (28 آذار )، ميساميس اوكسيدنتال  (29 آذار )، وبوكيدنون (9 نيسان )  كما أفادت لاناو ديل نورتي على الأقل قضية.
تم ربط الحالات الأولى في بوكيدنون ولاناو ديل نورتي بديربي مصارعة الديكة في ماتينا، مدينة دافاو . ارتبط الديربي بانتشار مرض فيروس كورونا 2019 إلى أجزاء أخرى من مينداناو.
بحلول 7 أيار، تم تأكيد الانتقال المحلي في كاجايان دي أورو مع أحدث ثلاث حالات في المدينة تشمل أفرادًا ليس لديهم تاريخ سفر إلى المناطق المتضررة.
سجلت ميساميس أورينتال حالتها الأولى في 12 حزيران، وهي حالة مقيمة من سكان ليبرتاد العائدين الذين وصلوا إلى المقاطعة في 6 حزيران.